# Kongo-Kinshasa i olympiska sommarspelen 2000
Kongo-Kinshasa deltog i de olympiska sommarspelen 2000 med en trupp bestående av tre deltagare, men ingen av landets deltagare erövrade någon medalj.

## Resultat

### Friidrott
Herrarnas maraton
- Willy Kalombo
  1. Final - DNF

Damernas 100 meter
- Akonga Nsimbo
  1. Kvalheat 1 - 12.51 (gick inte vidare)

Damernas 200 meter
- Akonga Nsimbo
  1. Kvalheat 1 - 25.35 (gick inte vidare)